# جاندرا بوشان سينغ
جاندرا بوشان سينغ : سياسي هندي ولد في 14 أكتوبر 1944. مثل منطقة فرروخاباد في الدورة البرلمانية الثالثة عشر والرابعة عشر.

## روابط خارجية
- سيرة ذاتية رسمية في موقع البرلمان الهندي